# Pedro Viola
Pedro Viola (né le 29 juin 1983 à San Juan de la Maguana en République dominicaine) est un lanceur de relève gaucher de baseball évoluant en Ligue majeure avec les Orioles de Baltimore.

## Carrière
Pedro Viola signe son premier contrat professionnel en 2005 avec les Reds de Cincinnati. En 2007, il est sélectionné au match des étoiles de la Midwest League. Encore joueur de Ligues mineures, il est sélectionné en équipe de République dominicaine pour la Classique mondiale de baseball 2009. Il prend part à une rencontre, lançant une manche pour deux retraits sur des prises.
Viola fait ses débuts en Ligue majeure avec les Reds le 8 septembre 2009 et lance dans neuf parties pour l'équipe en fin de saison. Il passe l'hiver en République dominicaine où il joue avec les Gigantes del Cibao en Ligue dominicaine de baseball hivernal, comme l'hiver précédent. Les deux fois, le parcours des Gigantes s'achève en finale de la Ligue. Viola est toutefois appelé en renfort par les Leones del Escogido pour disputer la Série des Caraïbes 2010. Escogido remporte la Série.
Réclamé au ballottage par les Orioles de Baltimore le 21 avril 2010, il ne dispute que deux matchs pour sa nouvelle équipe en 2010. Viola doit en effet se contenter de jouer principalement en Ligues mineures, avec 35 parties jouées, dont dix comme lanceur partant, pour trois équipes différentes. Il passe aussi 2011 dans les mineures, avec seulement 4 parties jouées pour les Orioles de Baltimore.

## Statistiques
| Saison | Équipe     | G  | GS | CG | SHO | V | D | SV | IP  | SO | ERA   |
| ------ | ---------- | -- | -- | -- | --- | - | - | -- | --- | -- | ----- |
| 2009   | Cincinnati | 9  | 0  | 0  | 0   | 0 | 0 | 0  | 7.0 | 5  | 5,14  |
| 2010   | Baltimore  | 2  | 0  | 0  | 0   | 0 | 0 | 0  | 1.1 | 3  | 13,50 |
| Totaux | Totaux     | 11 | 0  | 0  | 0   | 0 | 0 | 0  | 8.1 | 4  | 6,48  |

Note : G = Matches joués ; GS = Matches comme lanceur partant ; CG = Matches complets ; SHO = Blanchissages ; 
V = Victoires ; D = Défaites ; SV = Sauvetages ; IP = Manches lancées ; SO = Retraits sur des prises ; ERA = Moyenne de points mérités.